# Morti nel 1032
| Questa pagina contiene informazioni ricavate automaticamente dalle voci biografiche con l'ausilio del template Bio e di un bot. L'aggiornamento è periodico e automatico e ricostruisce completamente la pagina. Se manca una persona in questa lista, sei pregato di non aggiungerla, ma accertati piuttosto che la sua voce biografica contenga il template Bio e che i dati anagrafici siano correttamente compilati. Se il template Bio manca, inseriscilo tu stesso o, in alternativa, metti l'avviso {{tmp\|Bio}} che ne segnala la mancanza. Se i dati riportati sono sbagliati, correggi direttamente la voce biografica; le modifiche saranno visibili in questa lista entro pochi giorni. Per chiarimenti vedi il progetto biografie. La lista contiene solo le 16 persone che sono citate nell'enciclopedia e per le quali è stato implementato correttamente il template Bio. Pagina aggiornata al 18 ago 2025. |

- 25 luglio - Costanza d'Arles, regina (n. 988)
- 29 luglio - Matilde di Svevia, nobile
- 6 settembre - Rodolfo III di Borgogna, re
- 4 ottobre - Sancho VI di Guascogna, sovrano franco
- 9 ottobre - Papa Giovanni XIX, papa, vescovo e cardinale italiano
- 22 novembre - Zaccaria di Alessandria, arcivescovo cristiano orientale egiziano
- 22 novembre - Lanfranco de Martinengo, cavaliere medievale italiano
- 27 novembre - Sigfrido di Münster, vescovo cattolico e abate tedesco
- 31 dicembre - Ahmad Maymandi, sovrano iraniano
- Arslan Isra'il, condottiero
- Bezprym di Polonia, principe polacco (n. 986)
- Costantino Diogene, generale bizantino
- Odo II, nobile tedesco
- Ottone Orseolo, politico italiano (n. 993)
- Pietro III, vescovo italiano
- Audouin II d'Angoulême, conte